# جاك كيج
جاك كيج (بالإنجليزية: Jack Gage)‏ هو مخرج أمريكي، ولد في 26 ديسمبر 1912، وتوفي في 4 يناير 1989.

## وصلات خارجية
- جاك كيج على موقع IMDb (الإنجليزية)
- جاك كيج على موقع أول موفي (الإنجليزية)
- جاك كيج على موقع قاعدة بيانات برودواي على الإنترنت (الإنجليزية)
- جاك كيج على موقع قاعدة بيانات الأفلام السويدية (السويدية)
- جاك كيج على موقع قاعدة بيانات الأفلام السويدية (السويدية)
- جاك كيج على موقع قاعدة بيانات الفيلم (الإنجليزية)
- جاك كيج على موقع كينوبويسك (الروسية)